# Plattenbau

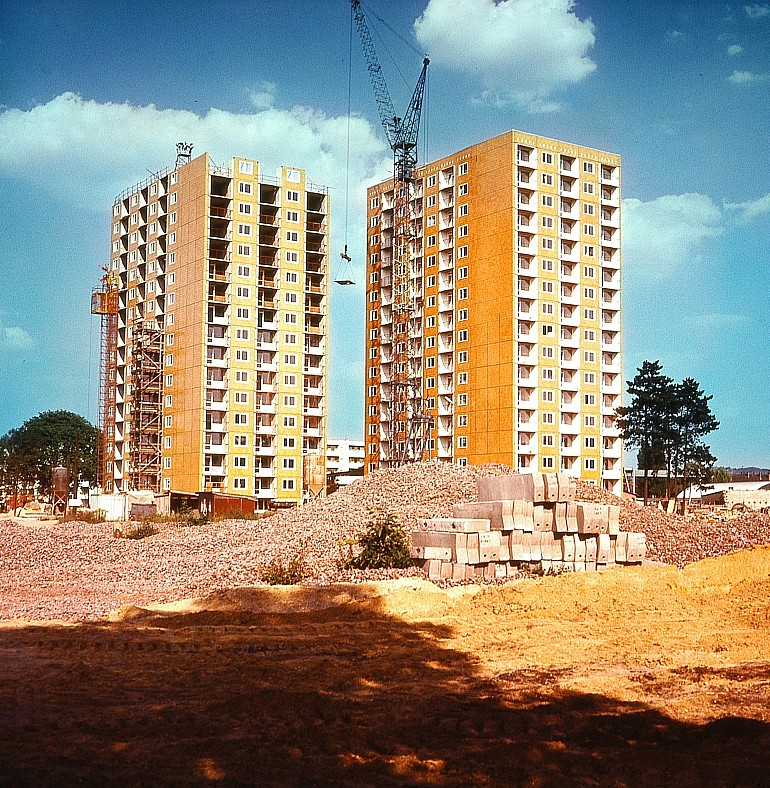
Plattenbau i Dresden (1972-1973)

Plattenbau (plural: Plattenbauten) är det tyska ordet för byggnader skapade utifrån stora prefabricerade betongelement. Även om Plattenbauten ofta ses som något typiskt för Östtyskland, som hade ett stort program liknande det svenska så kallade miljonprogrammet, användes metoden också i stor utsträckning i Västtyskland inte minst inom offentligt lägenhetsbyggande.
Det första Plattenbau byggdes 1926–1930 i stadsdelen Friedrichsfelde i Berlin och heter numera Splanemann-Siedlung. Att begreppet idag kopplas samman med Östtyskland beror på det mycket omfattande byggande som ägde rum från 1960-talet och framåt för att råda bot på den stora bostadsbristen i landet. De två mest kända serierna är P2 (Parallel 2) och WBS 70 (Wohnungsbauserie 70). Dessa byggnader återfinns både i förorter och centralt i städer. Till exempel hittar man WBS 70 i centrala Berlin i det som tidigare var delar av Östberlin. De är också delar av stora förortsområden som till exempel Marzahn och Hellersdorf i Berlin. En variant av Plattenbau-konceptet skapades i Nikolaiviertel.